# Glänzender Schlankmarienkäfer

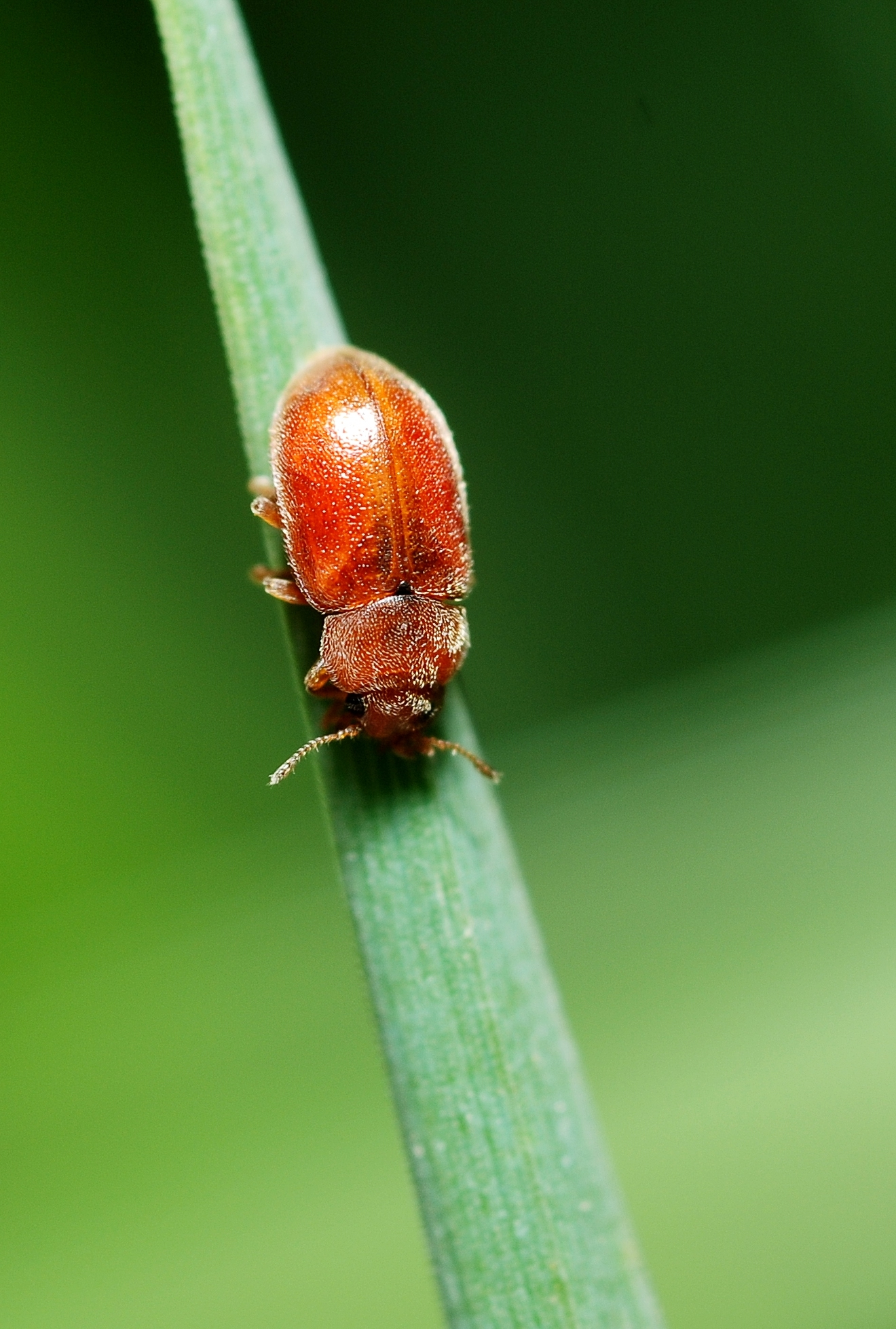
Glänzender Schlankmarienkäfer auf einem Schilfblatt

Der Glänzender Schlankmarienkäfer (Coccidula rufa) ist ein Käfer aus der Familie der Marienkäfer (Coccinellidae). Diese kleinen, einfarbigen Marienkäfer leben in Feuchtgebieten in ganz Europa. Sie werden auch Rote Schilfmarienkäfer genannt.

## Beschreibung
Die Glänzenden Schlankmarienkäfer werden 2,5 bis drei Millimeter lang und haben einen langgestreckten Körper mit parallelen Seitenrändern. Dieser ist rotbraun gefärbt, wobei der Halsschild deutlich dunkler gefärbt ist. Selten gibt es Exemplare mit einem dunklen Fleck hinter dem Schildchen (Scutellum) oder im hinteren Teil der Deckflügel. Unterseits sind die Tiere teilweise schwarz. Ihre Facettenaugen sind groß, die Fühler sind lang und haben etwas verdickte Endglieder. 
Die Käfer sind wegen ihrer länglichen Form und einfarbigen Flügeldecken nicht gleich als typische Marienkäferart zu erkennen. Durch die einfarbigen Flügeldecken unterscheiden sie sich von der nahe verwandten Art des Gefleckten Schilfmarienkäfers (Coccidula scutellata), der eine ähnliche Körperform hat, aber durch dunkle Punkte oder Flecken gekennzeichnet ist. Die Grundfarbe des Gefleckten Schilfmarienkäfers ist heller rötlich als beim Glänzenden Schlankmarienkäfer.

## Vorkommen und Lebensweise
Die Käfer kommen in ganz Europa außer im hohen Norden vor und sind auch in Asien (Türkei) bis in eine Höhe von etwa 1000 Metern beheimatet. Sie leben in feuchten Gebieten auf Sumpf- und Wasserpflanzen.
Sie fressen Blattläuse, die sie auf den Wasserpflanzen jagen, namentlich Hyalopterus pruni, eine Art aus der Familie der Röhrenblattläuse, die nicht nur auf Prunus-Arten wie dem Schlehdorn lebt, sondern auch auf Schilf (Phragmites australis), Pfahlrohr (Arundo donax) und dem Blauen Pfeifengras (Molinia caerulea).
Die Überwinterung findet im Schilf statt.